# Sasha, Benny y Erik
Sasha, Benny y Erik é uma banda pop mexicana. Ela é formada por 3 ex-integrantes da banda Timbiriche (Sasha Sokol, Benny Ibarra e Erik Rubín).

## Discografia

### Álbuns
| Lança- mento | Álbum                             | Certificação/Vendas              | Mexican Albums Chart |
| ------------ | --------------------------------- | -------------------------------- | -------------------- |
| 2012         | Primera Fila: Sasha, Benny y Erik | 3× Platina (AMPROFON) / 180,000+ | 1                    |

### Singles
- 2012: "Cada Beso"
- 2013: "Sin Ti"
- 2013: "Como Hemos Cambiado"